# Montage
Montage är ett begrepp huvudsakligen inom filmkonst och bildkonst, men förekommer även inom litteratur och konkret musik. Det grundläggande i montage är att meningen hos ett konstverk eller hos en film eller hos ett litterärt verk skapas genom sambandet mellan bilder eller texter och inte genom enskilda, ursprungliga, enkla bilder eller texter. 

## Film
Redan med D.W. Griffiths film Intolerance (1916) introducerades montage som en medveten metod i cinematografin. Enligt André Bazin (1971) var det detta som “ … gav liv åt filmen som konstart och skilde den från ren fotografering, kort sagt, skapade ett eget språk”.  Det finns numera en uppsjö av olika sorters filmmontage, de tre tydligaste är parallellt montage, accelererat montage och montage genom attraktion. Parallellt montage ger intryck av att två olika händelser på geografiskt skilda platser inträffar samtidigt genom ett växelspel mellan bildströmmar. I accelererat montage uppstår en illusion av ökad hastighet, genom att förkorta längden på filmklippen. Montage genom attraktion är den mest kontroversiella formen av montage. Den använder sig av en sammansättning av ibland till synes helt olika bilder för att betona en känsla/mening/koncept eller för att framkalla något nytt. Denna form av montage användes och utvecklades i sin mest extrema form av sovjetiska filmregissörer, i synnerhet Sergej Eisenstein. I Eisensteins essä Bortom filmbilden (Za kadrom), skriver han om hur två koncept eller bilder skapar ett tredje och att det inte är en kombination eller en sammansmältning av de båda utan något helt nytt; 1+1=3.
Idag finns också koncept som ontologiskt montage, stilistiskt montage och rumsligt montage. Ontologiskt montage kan förklaras som samexistensen av ontologiskt olika element under samma tidsrymd. Stilistiskt montage innebär att man samlar olika media eller stilar i samma film. Rumsligt montage betonar att sammansättningen av bilderna uppstår i det fysiska rummet. Dock finns en risk att montage appliceras på all form av sammanblandningar av bilder och som följd urholkas termen.

## Bildkonst och skönlitteratur
Montage är i första hand kopplat till film men används även inom bildkonsten och modernismens litteratur. Tekniker som fotomontage, collage, konst i bokform och installationer hör hit. Montage av redan givna texter var en litterär metod som Wiener Gruppe utvecklade på 1950-talet i dadaistisk efterföljd och den cut up-teknik som den amerikanske romanförfattaren William S. Burroughs gjorde bruk av är också ett exempel på detta.